# Mačkovac (żupania brodzko-posawska)
Mačkovac – wieś w Chorwacji, w żupanii brodzko-posawskiej, w gminie Vrbje. W 2011 roku liczyła 289 mieszkańców.